# Железный ангел (фильм)
«Желе́зный а́нгел» — советская героическая драма режиссёра Владимира Юренева, снятая в 1942 году по рассказу Николая Богданова. Фильм в прокат не выходил.

## Сюжет
Великая Отечественная война. «Железный ангел», самолёт лётчика Горюнова, подбит немцами. К месту аварии спешат вражеские солдаты и механик Горюнова Суханов. Удастся ли советским воинам избежать гибели?

## В ролях
| Актёр              | Роль             |
| ------------------ | ---------------- |
| Сергей Якушев      | эпизод           |
| Сергей Маркушев    | лётчик Горюнов   |
| Александр Ширшов   | Пётр Суханов     |
| Татьяна Коптева    | эпизод           |
| Павел Шпрингфельд  | лётчик           |
| Павел Суханов      | разведчик        |
| Андрей Файт        | немец            |
| Сергей Комаров     | обер-инженер     |
| Александр Гречаный | Чернов           |
| Сергей Филиппов    | авиамеханик      |
| Михаил Воробьёв    | командир эскадры |

## Съёмочная группа
- Режиссёр-постановщик: Владимир Юренев
- Авторы сценария: Николай Богданов, Алексей Каплер
- Операторы: Юрий Разумов, Грайр Гарибян
- Композитор: Венедикт Пушков
- Художник-постановщик: Пётр Галаджев
- Звукорежиссёр: Дмитрий Флянгольц
- Текст песен: Виктор Гусев

## Создание фильма
Фильм планировался как новелла для одного из боевых киносборников (второй новеллой должен был стать документальный фильм Якова Блиоха), но в процессе постановки разросся до полнометражного. По невыясненным причинам в прокат не вышел.